# یوسف نورستانی
احمد یوسف نورستانی (متولد ۱۳۲۷ در نورستان) سیاست‌مدار اهل افغانستان است. او در دولت حامد کرزی پُست‌های مختلفی از جمله سخنگوی رئیس‌جمهور، وزیر منابع آب و محیط زیست و مشاور ارشد رئیس‌جمهور در دولت انتقالی، معاون وزارت دفاع از سال ۱۳۸۴ تا ۱۳۸۷، والی (اُستان‌دار) هرات از جدی/دی ۱۳۸۸ تا سنبله/شهریور ۱۳۸۹ و ریاست کمیسیون انتخابات در انتخابات ریاست‌جمهوری ۱۳۹۳ افغانستان را بر عهده داشته‌است که نتیجه انتخابات به قناعت کاندیدان و مردم  نبوده و به بیکفایتی ایشان یک دولت وحدت ملی ۵۰- ۵۰ به اجود امد .  
او از اهالی ولایت نورستان و از قوم نورستانی است. او مدرک دکتری خود را از دانشگاه آریزونای آمریکا در رشته مردم‌شناسی گرفته‌است.